# Mercedes-Benz W 29
Der Mercedes-Benz W 29 war eine Pkw-Baureihe von Mercedes-Benz in den 1930er-Jahren. Sie umfasst die Typen Mercedes-Benz 500 K und Mercedes-Benz 540 K.

## Mercedes-Benz 500 K (1934–1939)

### Geschichte und Beschreibung
Der Mercedes-Benz 500 K wurde als Nachfolger der Typen SS/SSK im Februar 1934 auf der 24. Internationalen Automobil- und Motorrad-Ausstellung (IAMA) in Berlin vorgestellt.
Die Wagen waren mit drei verschiedenen Fahrgestellen erhältlich: Das Normal-Fahrgestell hat einen Radstand von 3290 mm, genauso wie das Fahrgestell mit zurückversetztem Motor, bei dem die Antriebseinheit und der Kühler um 185 mm nach hinten versetzt sind. Die Platzverhältnisse des letzteren Fahrgestells entsprechen wiederum denen des Fahrgestells mit kurzem Radstand von 2980 mm. Auf dem Normal-Fahrgestell wurden viertürige Limousinen, zweitürige Tourenwagen und die Cabriolets B und C angeboten, während Cabriolet A, Roadster 2+2, Coupé, Spezial-Roadster und Autobahnkurier das Fahrgestell mit zurückversetztem Motor nutzten. Auf dem kurzen Fahrgestell gab es den Sport-Roadster und das Sport-Coupé.
Alle Wagen sind mit einem Achtzylinder-OHV-Reihenmotor mit 5018 cm³ Hubraum und zuschaltbarem Roots-Gebläse ausgestattet. Die Antriebseinheit liefert 100 PS (74 kW) im Saugbetrieb und 160 PS (118 kW) mit Kompressor. Teilsynchronisierte Vier- oder Fünfganggetriebe leiten die Kraft an die Hinterräder weiter. Die Einzelradaufhängungen rundum mit Zweigelenk-Pendelachse hinten und doppelten Querlenkern vorn waren mit Schraubenfedern ausgestattet. Alle vier Räder haben hydraulische Bremsen mit Saugluftunterstützung. Die Wagen erreichen eine Höchstgeschwindigkeit von 160 km/h. Der damalige Preis betrug 15.000 Reichsmark (Unter Berücksichtigung der Inflation würde der Kaufpreis im Jahr 2025 ca. 81.500 EUR betragen).

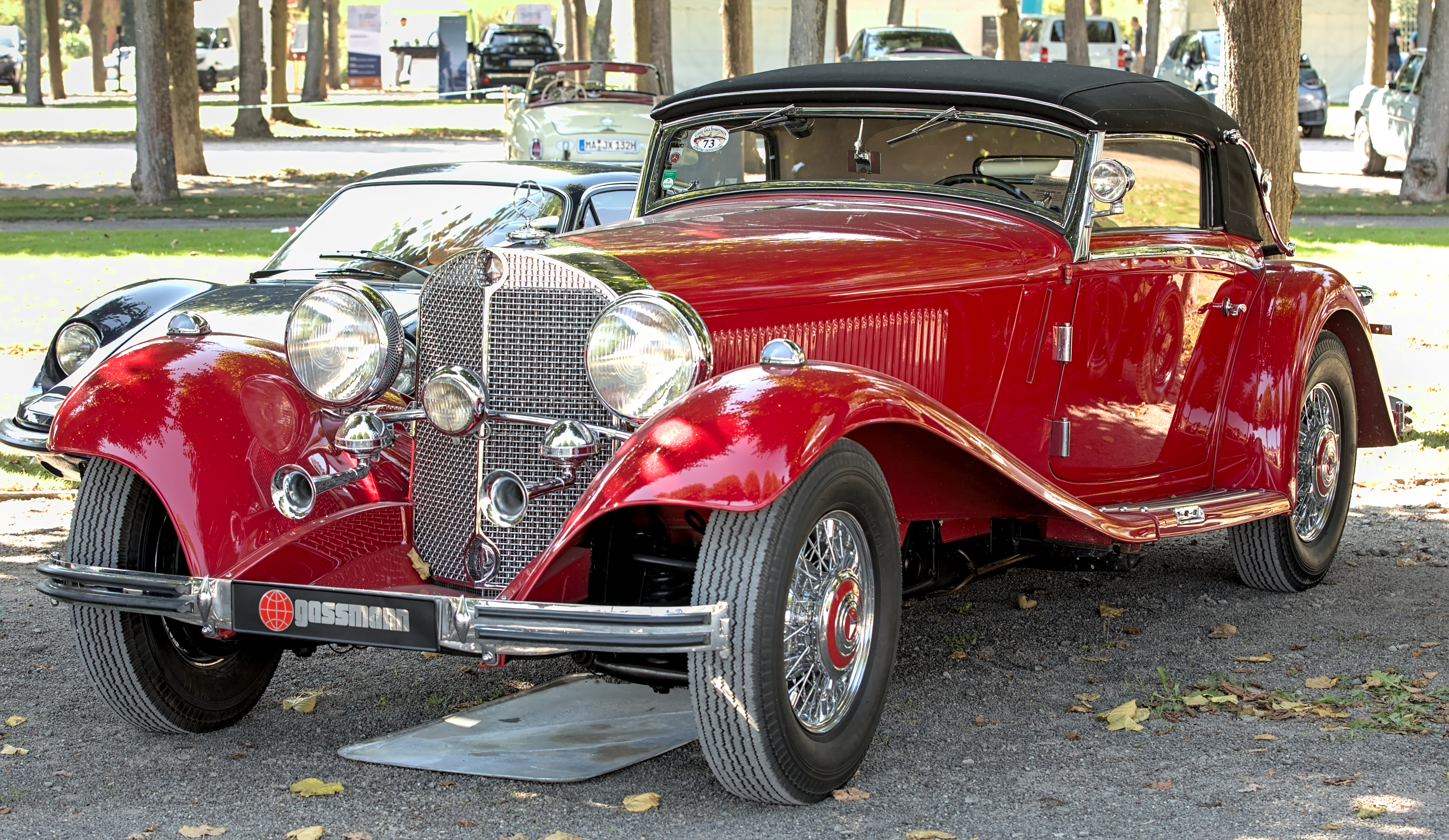
Mercedes-Benz 500 K Cabriolet A (1935)
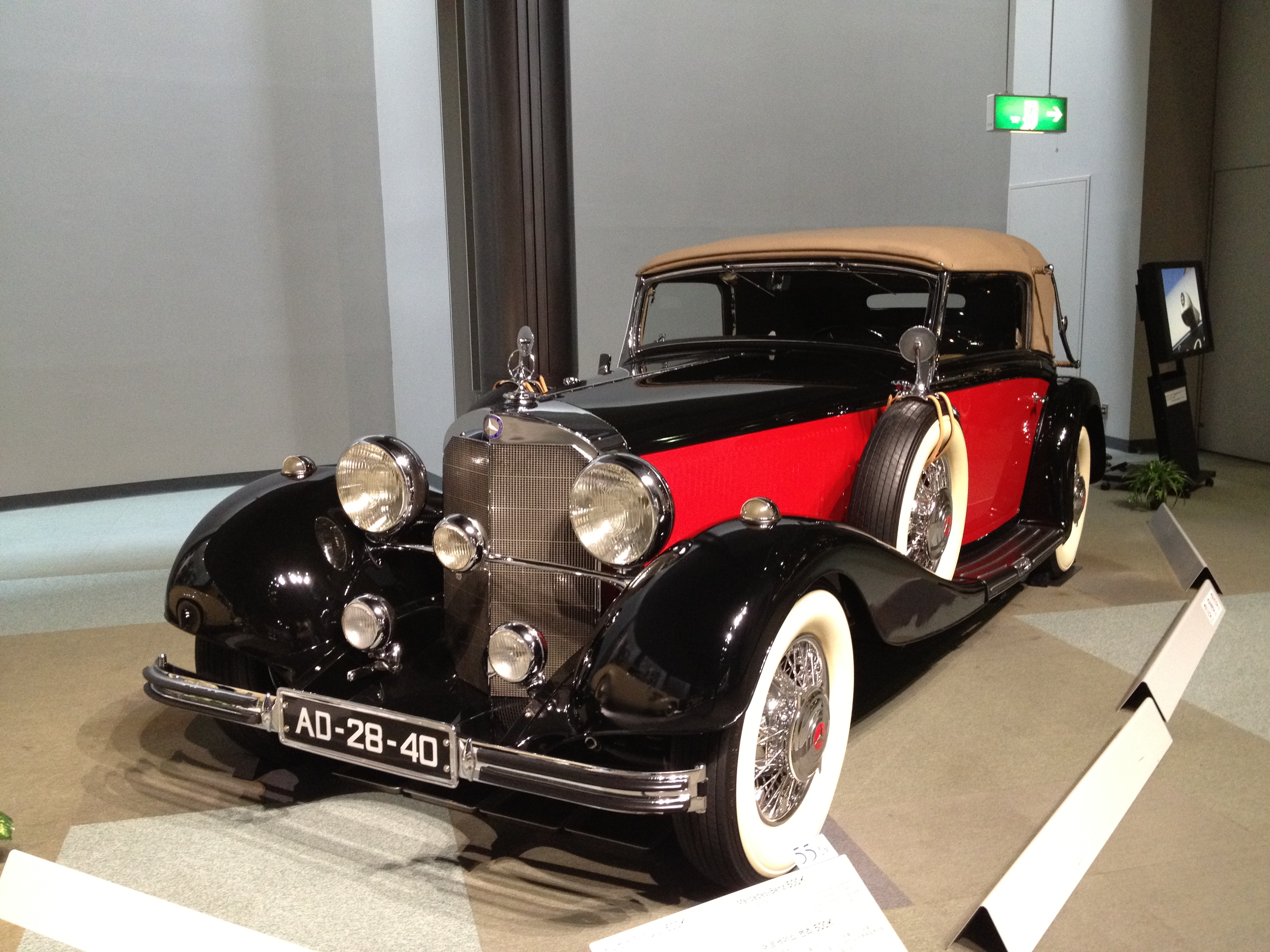
Mercedes-Benz 500 K Cabriolet C (1935)
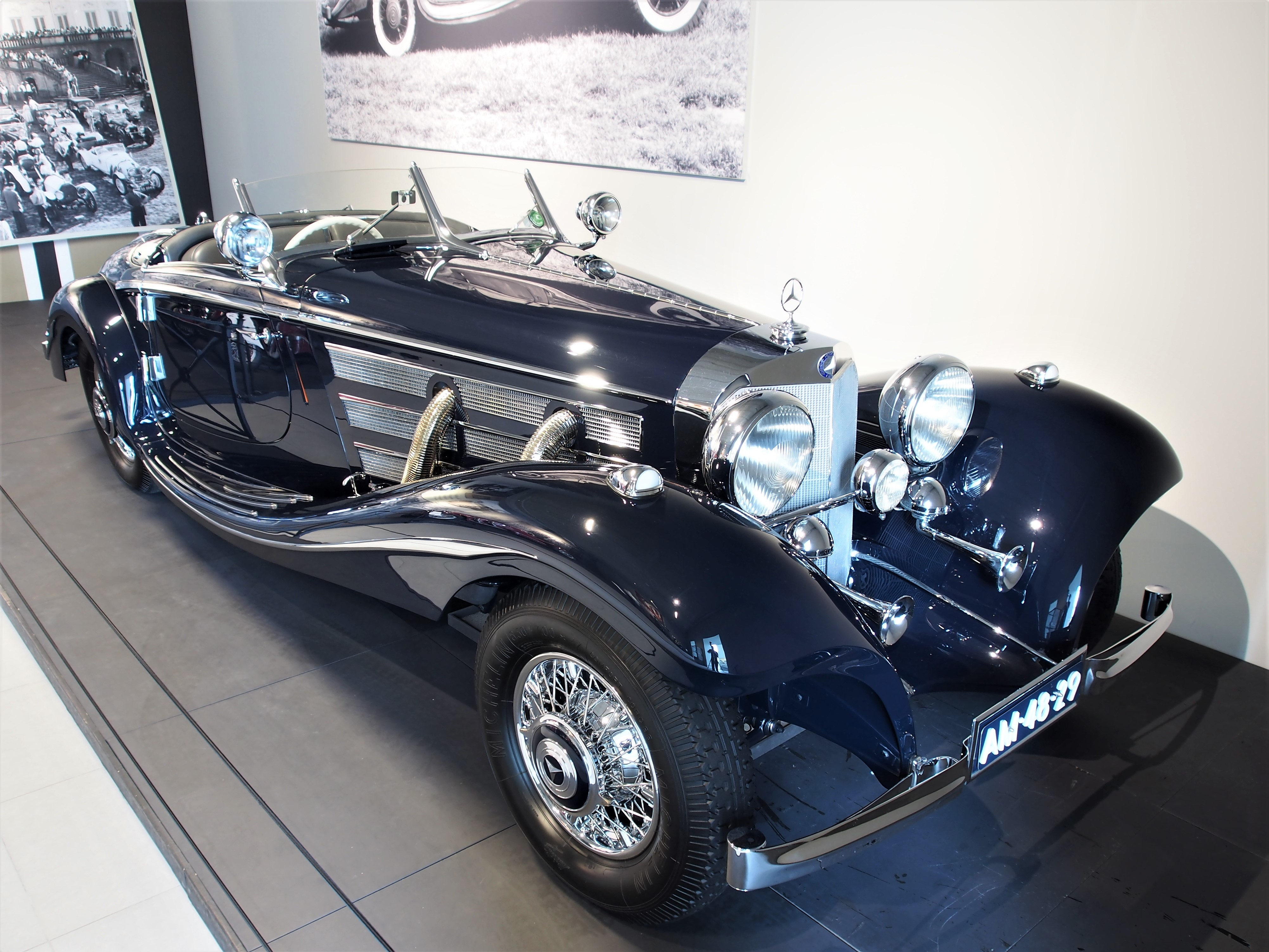
Mercedes-Benz 500 K Spezial-Roadster (1936)
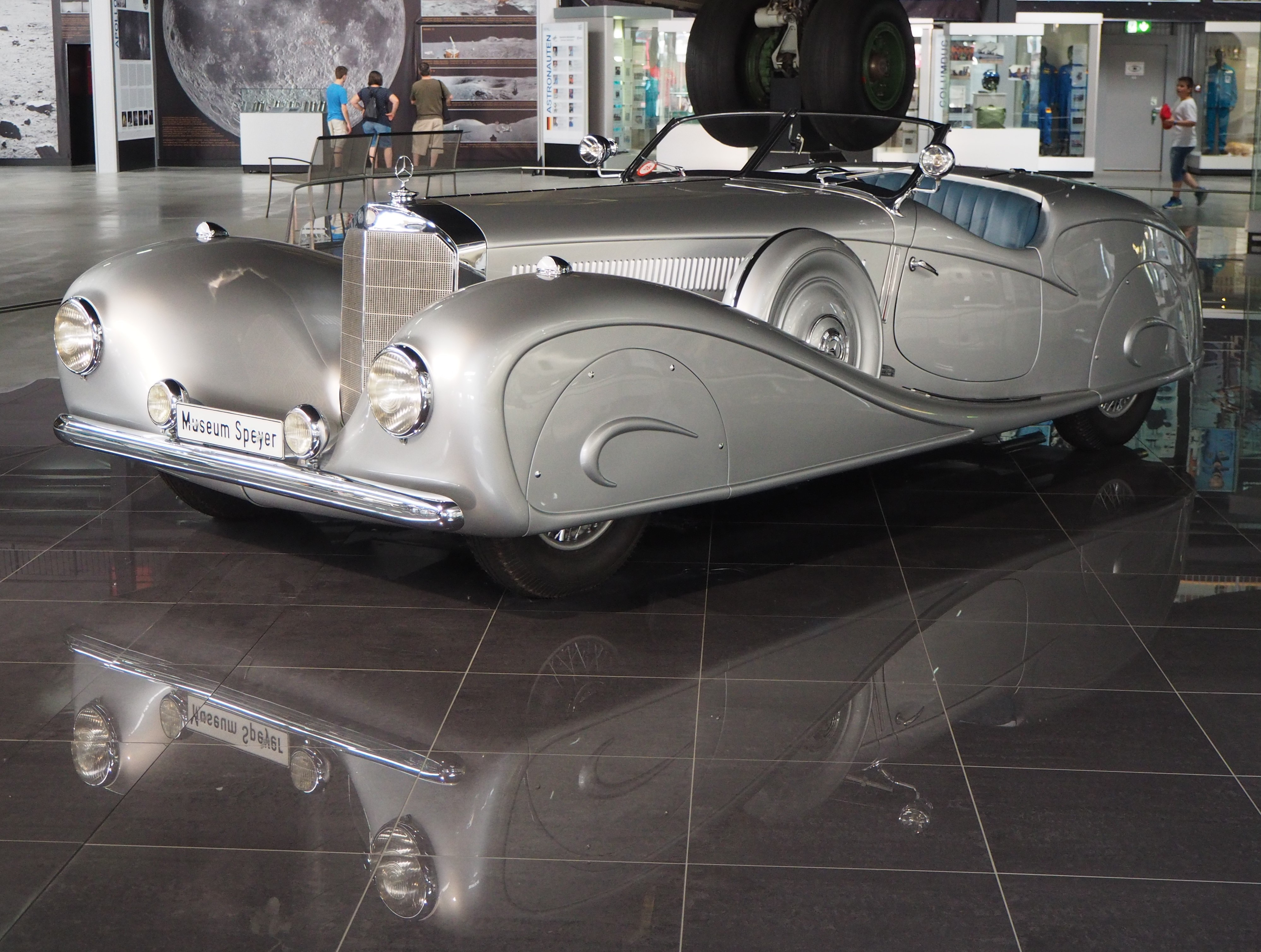
Mercedes-Benz 500 K mit Erdmann-&-Rossi-Karosserie (1935) für den irakischen König Ghazi I.
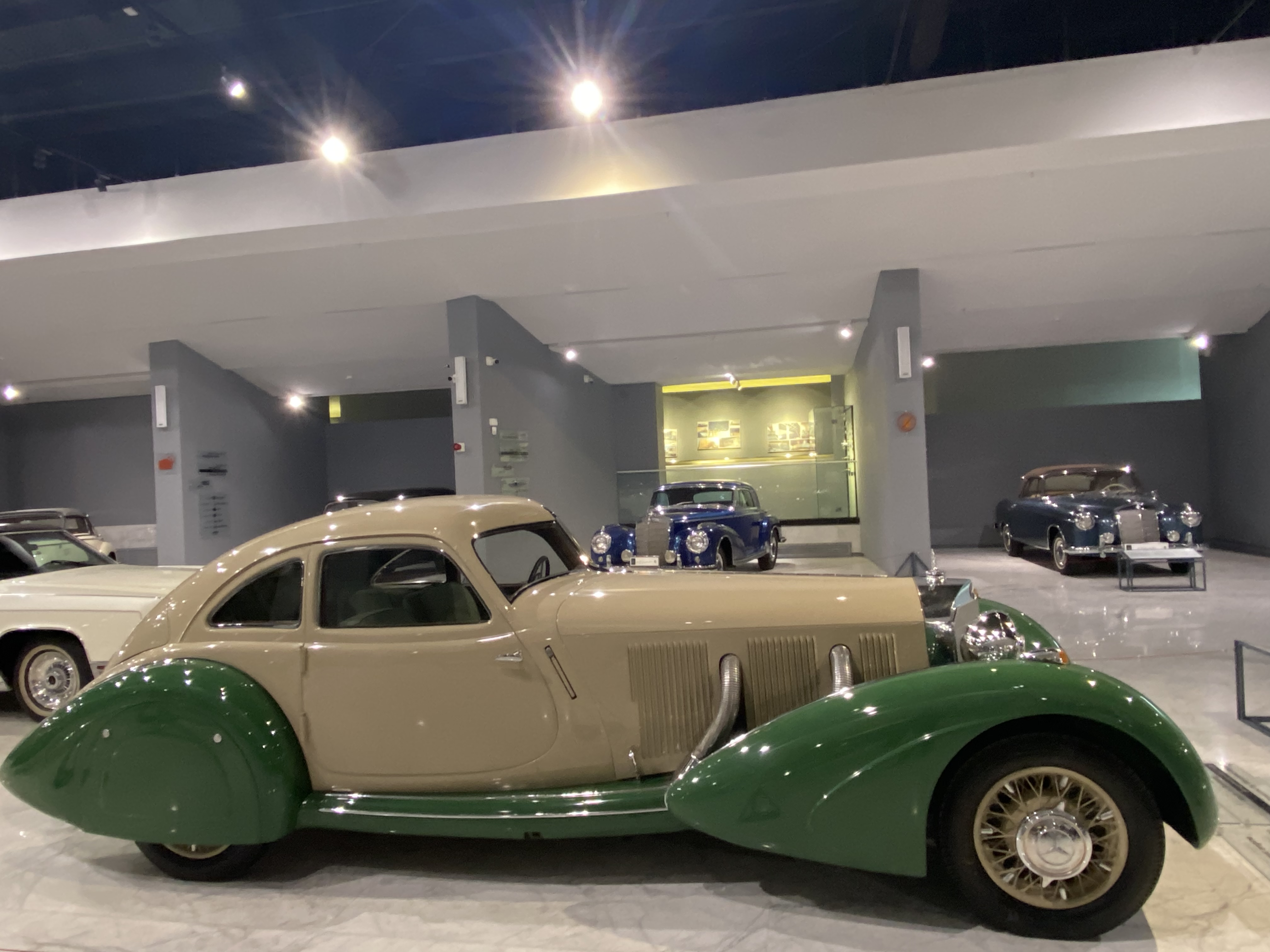
Mercedes-Benz 500 K „Autobahn Kurier“ (1934)

### Technische Daten
| Mercedes-Benz         | Typ 500 K                                                                  | Typ 500 K (zurückgesetzter Motor) | Typ 500 K (kurzer Radstand)                                              |
| --------------------- | -------------------------------------------------------------------------- | --- | ------------------------------------------------------------------------ |
| Motor                 | 8-Zylinder-Reihenmotor (Viertakt), vorne längs                             | 8-Zylinder-Reihenmotor (Viertakt), vorne längs | 8-Zylinder-Reihenmotor (Viertakt), vorne längs                           |
| Hubraum               | 5018 cm³                                                                   | 5018 cm³ | 5018 cm³                                                                 |
| Bohrung × Hub         | 86 × 108 mm                                                                | 86 × 108 mm | 86 × 108 mm                                                              |
| Leistung bei 1/min    | ohne/mit Kompressor: 74/118 kW (100/160 PS) bei 3400                       | ohne/mit Kompressor: 74/118 kW (100/160 PS) bei 3400                                                                                                   | ohne/mit Kompressor: 74/118 kW (100/160 PS) bei 3400                     |
| Verdichtung           | 5,5–6,5:1 (je nach Kraftstoff)                                             | 5,5–6,5:1 (je nach Kraftstoff) | 5,5–6,5:1 (je nach Kraftstoff)                                           |
| Gemischaufbereitung   | Steigstrom-Doppelvergaser                                                  | Steigstrom-Doppelvergaser | Steigstrom-Doppelvergaser                                                |
| Ventilsteuerung       | 1 seitliche Nockenwelle, Antrieb über Stirnräder                           | 1 seitliche Nockenwelle, Antrieb über Stirnräder | 1 seitliche Nockenwelle, Antrieb über Stirnräder                         |
| Kühlung               | Wasserkühlung                                                              | Wasserkühlung | Wasserkühlung                                                            |
| Getriebe              | 4-Gang-Schaltgetriebe bzw. 5-Gang-Schaltgetriebe Hinterradantrieb          | 4-Gang-Schaltgetriebe bzw. 5-Gang-Schaltgetriebe Hinterradantrieb                                                                                      | 4-Gang-Schaltgetriebe bzw. 5-Gang-Schaltgetriebe Hinterradantrieb        |
| Radaufhängung vorn    | Einzelradaufhängung an Doppelquerlenkern, Schraubenfedern                  | Einzelradaufhängung an Doppelquerlenkern, Schraubenfedern                                                                                              | Einzelradaufhängung an Doppelquerlenkern, Schraubenfedern                |
| Radaufhängung hinten  | Pendelachse mit unten liegenden Ausgleichsfedern, Doppel-Schraubenfedern   | Pendelachse mit unten liegenden Ausgleichsfedern, Doppel-Schraubenfedern                                                                               | Pendelachse mit unten liegenden Ausgleichsfedern, Doppel-Schraubenfedern |
| Lenkung               | Schraubenspindellenkung                                                    | Schraubenspindellenkung | Schraubenspindellenkung                                                  |
| Spurweite vorn/hinten | 1515/1502 mm oder 1535/1547 mm                                             | 1535/1547 mm | 1535/1547 mm                                                             |
| Radstand              | 3290 mm                                                                    | 3290 mm | 2980 mm                                                                  |
| Abmessungen           | 5150–5250 × 1820–1880 × 1580–1650 mm                                       | 5000–5170 × 1820–1880 × 1520–1640 mm | 4880 × 1900 × 1500 mm                                                    |
| Wendekreis            | 12,8 m                                                                     | 12,8 m | 11,8 m                                                                   |
| Leergewicht           | 2300–2350 kg                                                               | 2250–2350 kg | 2170–2250 kg                                                             |
| Höchstgeschwindigkeit | 160 km/h                                                                   | 160 km/h | 160 km/h                                                                 |
| Verbrauch (l/100 km)  | 27                                                                         | 27 | 27                                                                       |
| Preis                 | Fahrgestell: 15.500 RM Limousine, Tourenwagen, Cabriolet (B, C): 22.000 RM | Fahrgestell: 15.500 RM Coupé, Cabriolet (A), Roadster: 22.000 RM Autobahn-Kurier: 24.000 RM (1935) Spezial-Roadster: 26.000 RM (1935) 28.000 RM (1936) | Fahrgestell: 15.500 RM Sport-Roadster, Sport-Coupé: 22.000 RM            |

## Mercedes-Benz 540 K (1936–1939)

### Geschichte und Beschreibung
Auf der Mondial de l’Automobile in Paris im Oktober 1936 wurde der Nachfolger Typ 540 K vorgestellt. Bei ansonsten gleicher technischer Ausstattung hatte dieser einen Achtzylinder-OHV-Reihenmotor mit 5401 cm³ und zuschaltbarem Roots-Gebläse. Die Leistung im Saugbetrieb stieg auf 115 PS (85 kW), beim Betrieb mit Kompressor 180 PS (132 kW). Die Höchstgeschwindigkeit stieg auf 170 km/h.
Nach dem Attentat auf Reinhard Heydrich in Prag Ende Mai 1942 ordnete die Reichskanzlei die Aktion P an, in der alle Führer befreundeter Mächte und deutsche Statthalter und Gouverneure im Ausland mit gepanzerten Fahrzeugen ausgestattet werden sollten. Neben 20 „Großen Mercedes“, Typ 770, entstanden 1943 und 1944 auch 20 Exemplare des Typs 540 K als zweitürige Limousinen. Ein Exemplar ist heute im Technischen Museum in Prag ausgestellt. Ein anderes, das zuerst im Besitz des kroatischen faschistischen „Poglavnik“ (Staatsführers) Ante Pavelić, dann von Josip Broz Tito war, steht heute im Technischen Museum in Bistra, Vrhnika (Slowenien).
Auf einer Auktion im Jahr 2008 erzielte ein 540 K Spezial-Roadster von 1937 einen Preis von 9,68 Millionen US-Dollar. Im Jahr 2012 wurde ein Mercedes-Benz 540 K Spezial-Roadster („Krieger-Mercedes“) des Baujahres 1936 für 11,77 Millionen Dollar versteigert. Der Wagen gehörte den Erben von Gisela Josephine von Krieger (1913–1989).

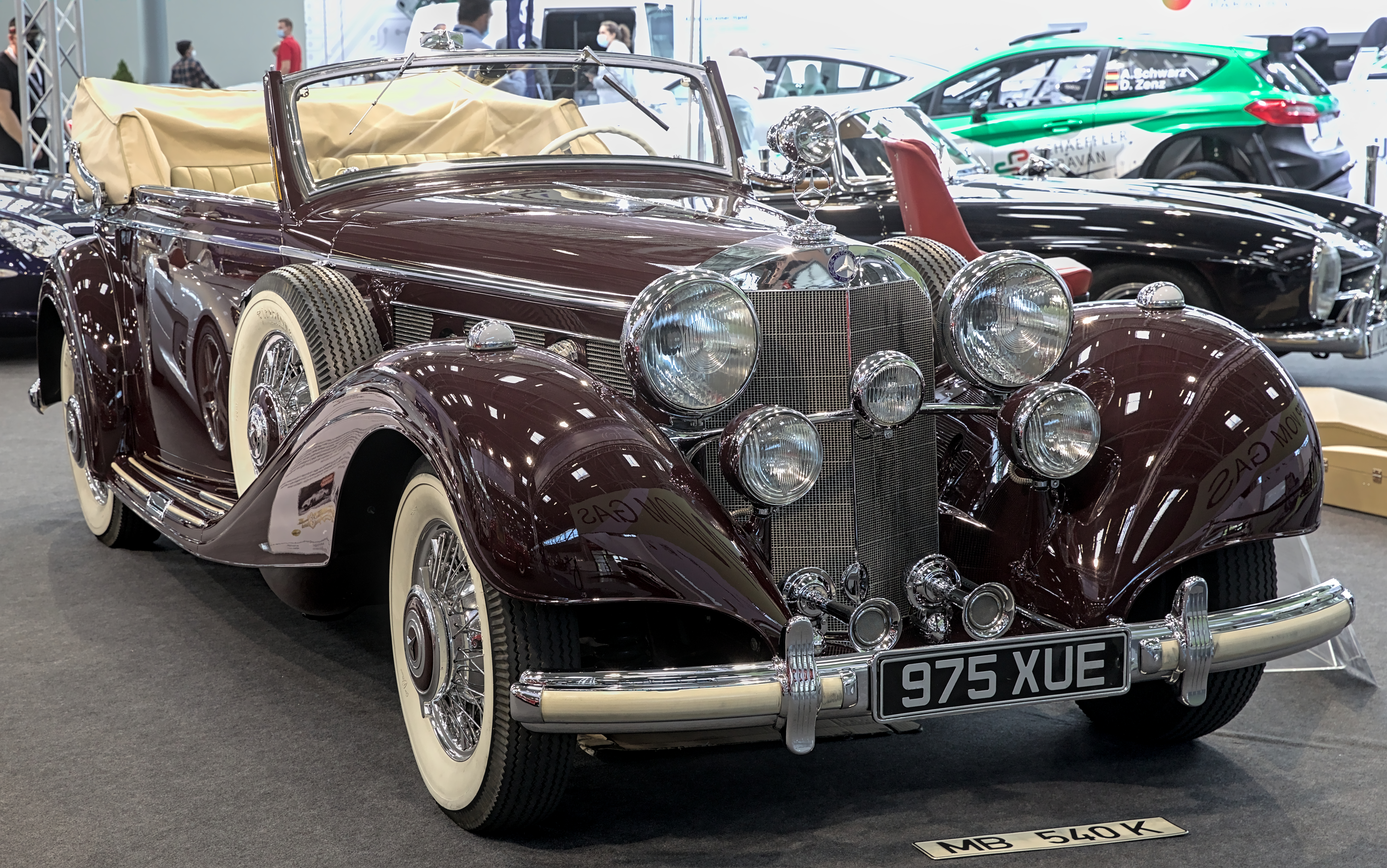
Mercedes-Benz 540 K Cabriolet A (1937)
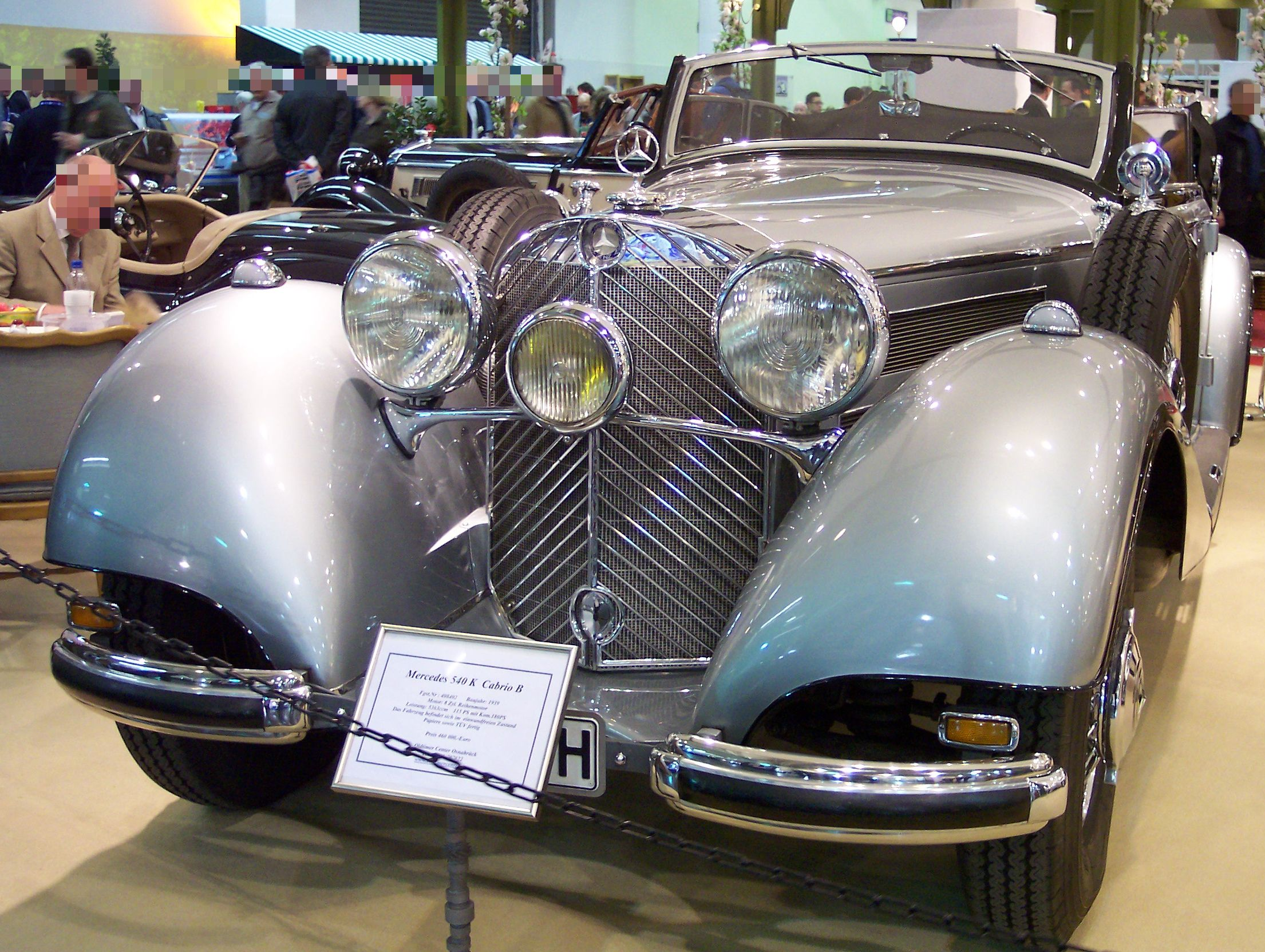
Mercedes-Benz 540 K Cabriolet B (1939)
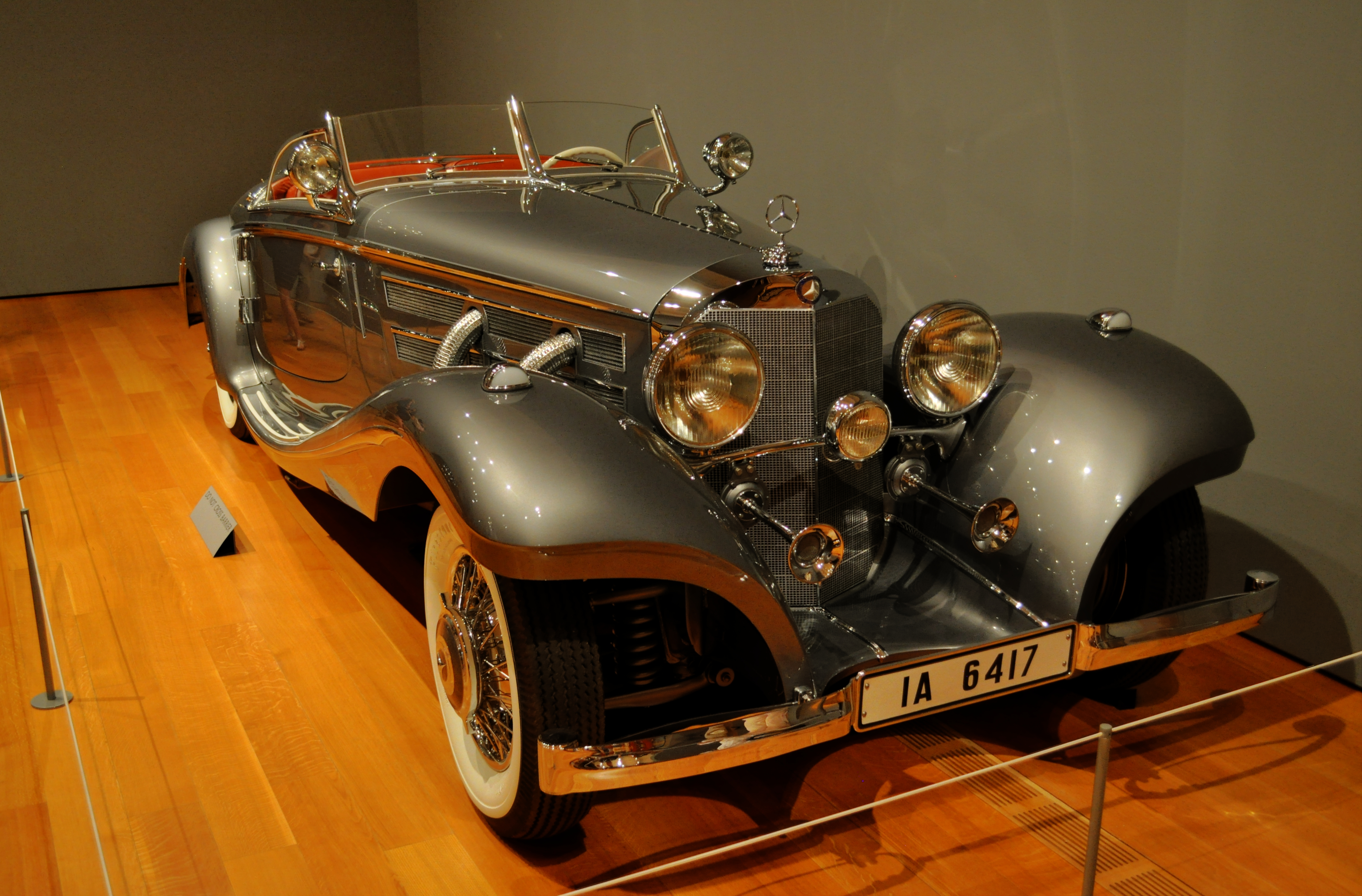
Mercedes-Benz 540 K Spezial-Roadster (1937)
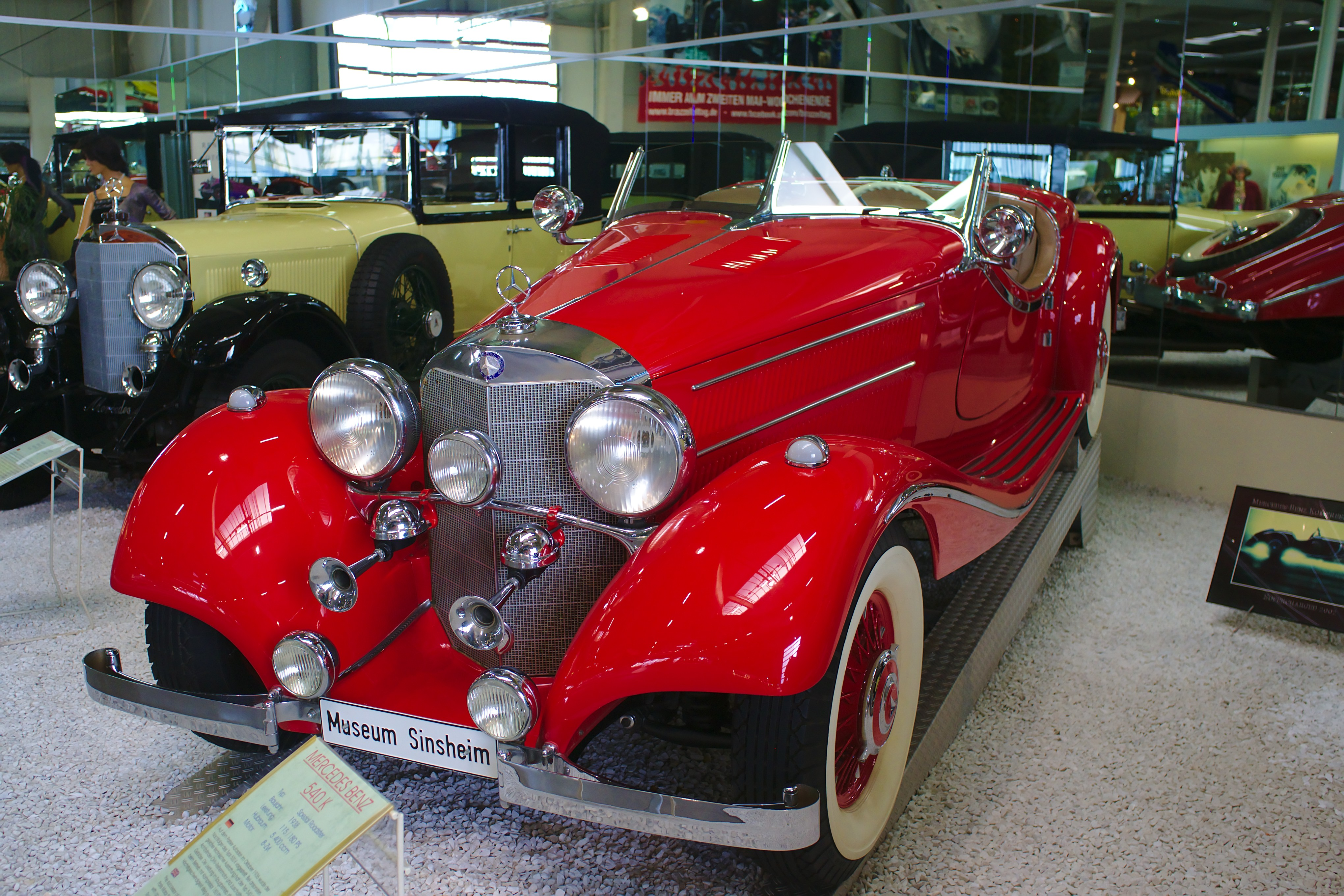
Mercedes-Benz 540 K Spezial-Roadster (1938)
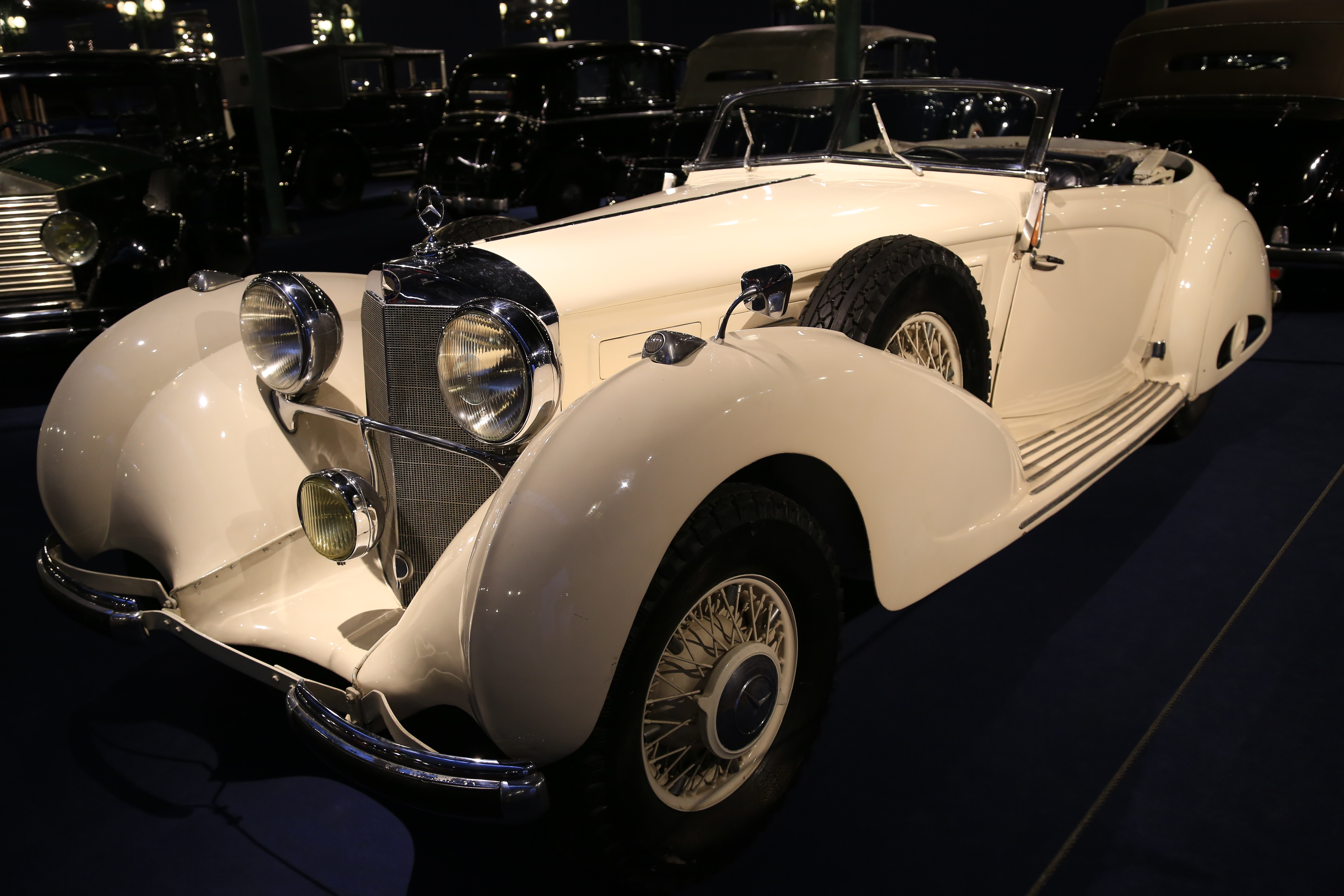
Mercedes-Benz 540 K mit Erdmann-&-Rossi-Karosserie (1938)
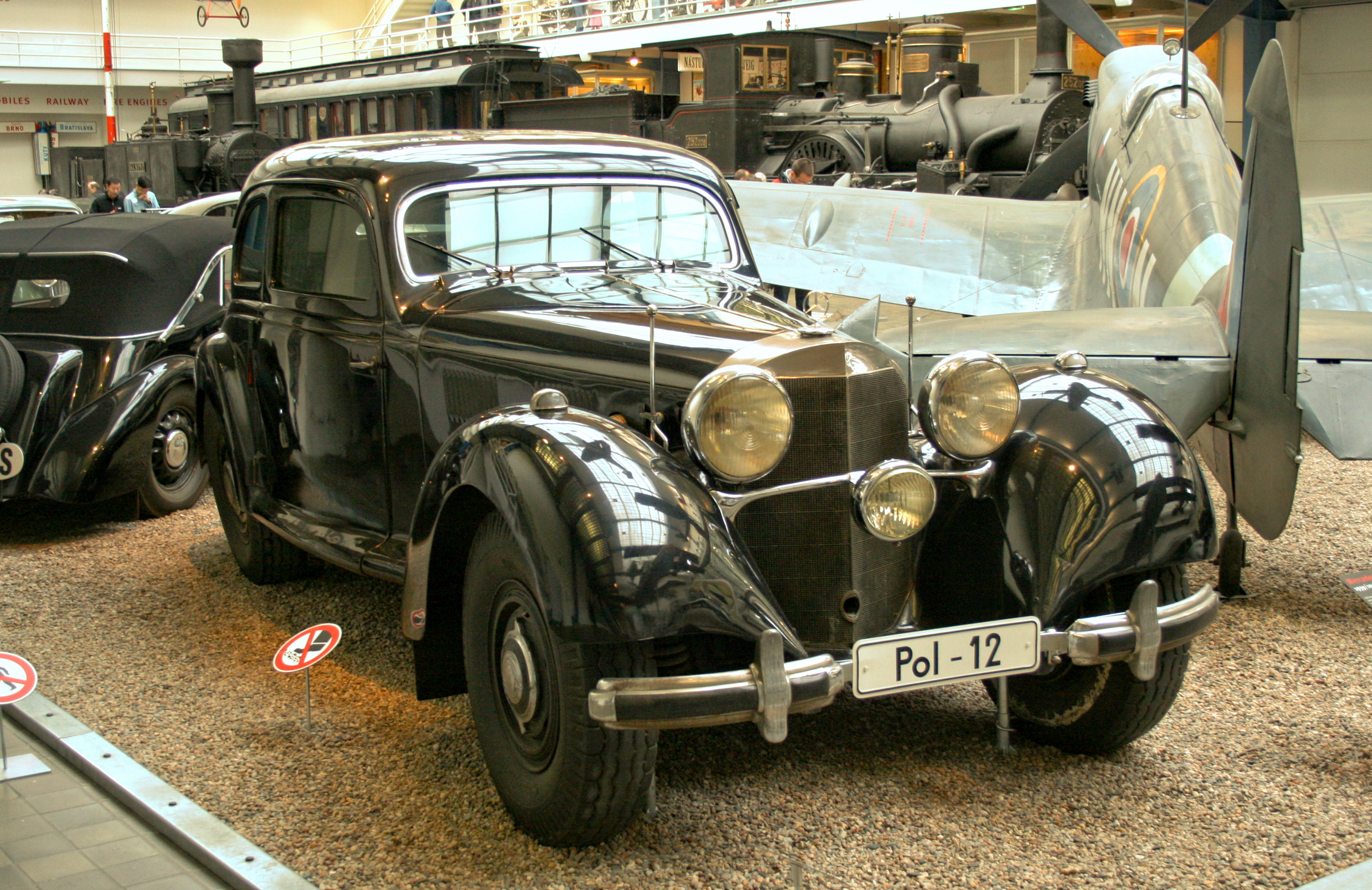
Mercedes-Benz 540 K gepanzerte Sonderausführung
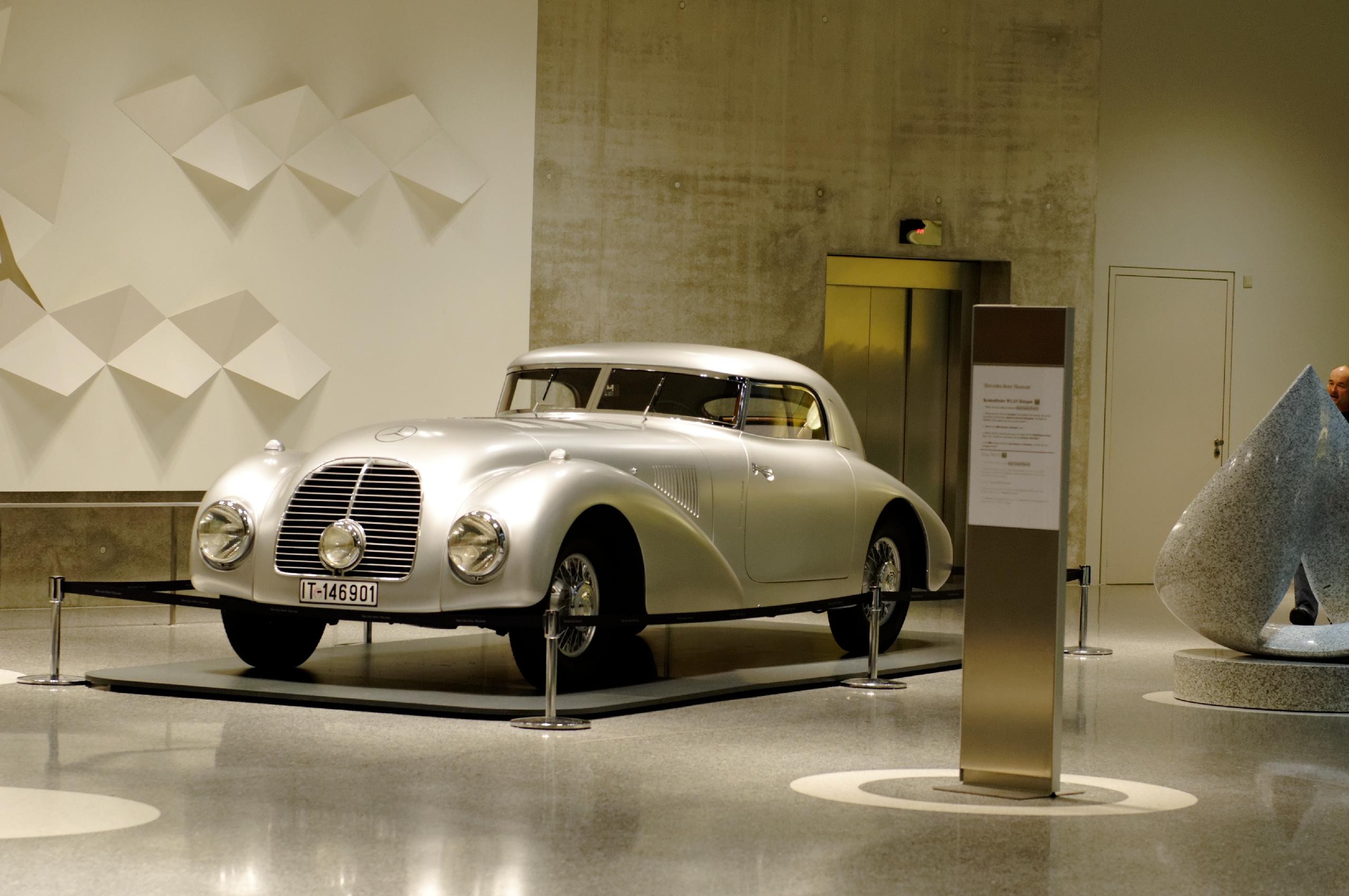
Mercedes-Benz 540 K Stromlinienwagen

### Technische Daten
| Mercedes-Benz             | Typ 540 K | Typ 540 K (zurückgesetzter Motor) | Typ 540 K kurz                                                      | Typ 540 K (gepanzerte Sonderausführung)                   |
| ------------------------- | --- | --- | ------------------------------------------------------------------- | --------------------------------------------------------- |
| Motor                     | 8-Zylinder-Reihenmotor (Viertakt), vorne längs                                                                             | 8-Zylinder-Reihenmotor (Viertakt), vorne längs                                                                                            | 8-Zylinder-Reihenmotor (Viertakt), vorne längs                      | 8-Zylinder-Reihenmotor (Viertakt), vorne längs            |
| Hubraum                   | 5401 cm³ | 5401 cm³ | 5401 cm³                                                            | 5401 cm³                                                  |
| Bohrung × Hub             | 88 × 111 mm | 88 × 111 mm | 88 × 111 mm                                                         | 88 × 111 mm                                               |
| Leistung bei 1/min        | ohne/mit Kompressor: 85/132 kW (115/180 PS) bei 3400                                                                       | ohne/mit Kompressor: 85/132 kW (115/180 PS) bei 3400                                                                                      | ohne/mit Kompressor: 85/132 kW (115/180 PS) bei 3400                | ohne/mit Kompressor: 85/132 kW (115/180 PS) bei 3400      |
| Max. Drehmoment bei 1/min | 431 Nm bei 2200 | 431 Nm bei 2200 | 431 Nm bei 2200                                                     | 431 Nm bei 2200                                           |
| Verdichtung               | 5,2–6,5:1 (je nach Kraftstoff)                                                                                             | 5,2–6,5:1 (je nach Kraftstoff) | 5,2–6,5:1 (je nach Kraftstoff)                                      | 5,2–6,5:1 (je nach Kraftstoff)                            |
| Gemischaufbereitung       | Steigstrom-Doppelvergaser                                                                                                  | Steigstrom-Doppelvergaser | Steigstrom-Doppelvergaser                                           | Steigstrom-Doppelvergaser                                 |
| Ventilsteuerung           | 1 seitliche Nockenwelle, Antrieb über Stirnräder                                                                           | 1 seitliche Nockenwelle, Antrieb über Stirnräder                                                                                          | 1 seitliche Nockenwelle, Antrieb über Stirnräder                    | 1 seitliche Nockenwelle, Antrieb über Stirnräder          |
| Kühlung                   | Wasserkühlung | Wasserkühlung | Wasserkühlung                                                       | Wasserkühlung                                             |
| Getriebe                  | 4-Gang-Schaltgetriebe (bis 1938), 5-Gang-Schaltgetriebe (1939) Hinterradantrieb                                            | 4-Gang-Schaltgetriebe (bis 1938), 5-Gang-Schaltgetriebe (1939) Hinterradantrieb                                                           | 5-Gang-Schaltgetriebe Hinterradantrieb                              | 5-Gang-Schaltgetriebe Hinterradantrieb                    |
| Radaufhängung vorn        | Einzelradaufhängung an Doppelquerlenkern, Schraubenfedern                                                                  | Einzelradaufhängung an Doppelquerlenkern, Schraubenfedern                                                                                 | Einzelradaufhängung an Doppelquerlenkern, Schraubenfedern           | Einzelradaufhängung an Doppelquerlenkern, Schraubenfedern |
| Radaufhängung hinten      | Pendelachse, bis 1938 mit unten liegender Ausgleichsfeder, Doppel-Schraubenfedern                                          | Pendelachse, bis 1938 mit unten liegender Ausgleichsfeder, Doppel-Schraubenfedern                                                         | Pendelachse, Doppel-Schraubenfedern                                 | Pendelachse, Doppel-Schraubenfedern                       |
| Lenkung                   | Schraubenspindellenkung | Schraubenspindellenkung | Schraubenspindellenkung                                             | Schraubenspindellenkung                                   |
| Spurweite vorn/hinten     | 1515/1502 mm oder 1535/1547 mm                                                                                             | 1535/1547 mm | 1535/1547 mm                                                        | 1535/1547 mm                                              |
| Radstand                  | 3290 mm | 3290 mm | 2980 mm                                                             | 3290 mm                                                   |
| Abmessungen               | 5100–5360 × 1880–1930 × 1530–1650 mm                                                                                       | 5000–5200 × 1800 × 1530–1640 mm | 4480–4650 × 1880–1900 × 1480–1530 mm                                | 5300 × 2000 × 1700 mm                                     |
| Wendekreis                | 12,8 m | 12,8 m | 11,8 m                                                              | 13 m                                                      |
| Leergewicht               | 2400–2500 kg | 2350–2450 kg | 2250 kg                                                             | –                                                         |
| Höchstgeschwindigkeit     | 170 km/h | 170 km/h | 170 km/h                                                            | 80 km/h                                                   |
| Verbrauch (l/100 km)      | 29 | 29 | 29                                                                  | 32                                                        |
| Preis                     | Fahrgestell: 15.500 RM Limousine, Tourenwagen, Coupé, Cabriolet (A, B, C): 22.000 RM Spezial-Roadster (ab 1938): 28.000 RM | Fahrgestell: 15.500 RM Coupé, Cabriolet (A), Roadster: 22.000 RM Autobahn-Kurier: 24.000 RM (1936) Spezial-Roadster (bis 1937): 28.000 RM | Fahrgestell: 15.500 RM Sport-Roadster, Sport-Cabriolet A: 22.000 RM | —                                                         |

## Produktionszahlen
Vom Modell 500 K wurden 342 Stück hergestellt, vom (normalen) Modell 540 K 419 Stück. Von beiden Modellen wurden aus Sindelfinger Produktion ausgeliefert:
- 070 Fahrgestelle ohne Aufbauten[3]
- 028 offene Tourenwagen[3]
- 023 Limousinen mit 4 Türen (vornehmlich 500 K)
- 029 Limousinen mit 2 Türen (vornehmlich 540 K) (alternative Angabe: insgesamt 53 Limousinen)[3]
- 012 Coupés[3][4]
- 006 Autobahn-Kuriere[3]
- 058 Roadster
- 116 Cabriolets A[3]
- 296 Cabriolets B[3]
- 122 Cabriolets C[3]

## Trivia
Fahrzeuge der Baureihe wurden in mehreren Spielfilmen genutzt, so in Meine Freundin Barbara mit Grethe Weiser (Barbara) und Franz Zimmermann (als Fabrikantensohn Besitzer des mit Wechseln gekauften 540 K Spezial-Roadster; 46. Minute).